# Primnoisis mimas
Primnoisis mimas is een zachte koraalsoort uit de familie Isididae. De koraalsoort komt uit het geslacht Primnoisis. Primnoisis mimas werd in 1987 voor het eerst wetenschappelijk beschreven door Bayer & Stefani. 